# Мо Хенг Тан
Мо Хенг (Бинг) Тан  (28. фебруар 1913. – непознат датум смрти) био је индонежански фудбалер који је играо као голман за фудбалску репрезентацију Индонезије током Светског првенства у фудбалу 1938. у Француској. Национални тим из Источне Индије одиграо је само једну утакмицу након што је изгубио од Мађарске резултатом 0 : 6. Такође је имао маскоту за утакмицу. Тан је постао једини бивши играч холандске источноиндијске репрезентације који је представљао независну Индонезију 1951. године, у незваничној утакмици против кинеско-малајске репрезентације из Сингапура. Тан је преминуо.